# Шпагат (нитка)

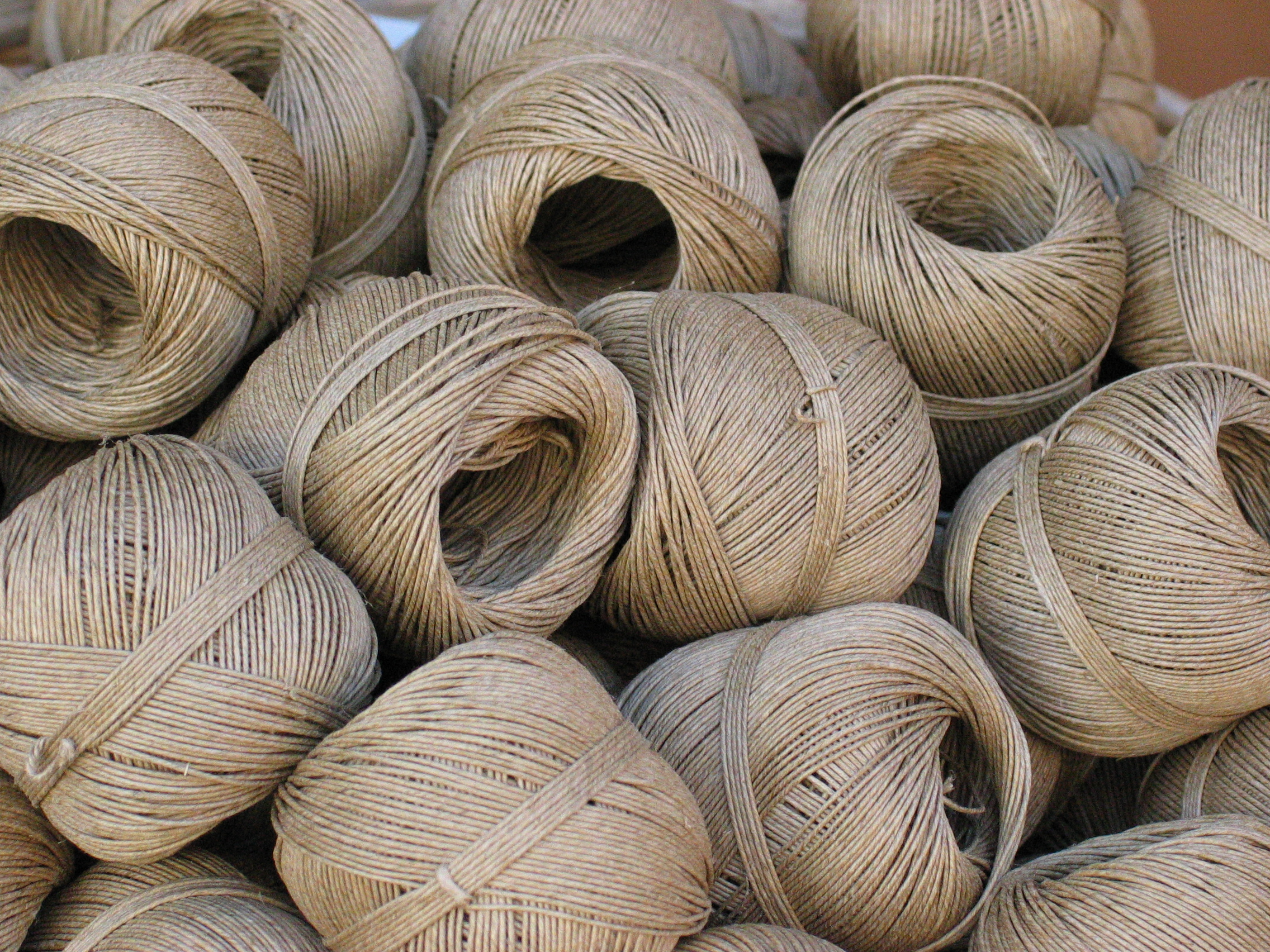
Шпагат у мотках

Шпага́т (нім. Spagat від італ. spaghetto — «мотузочка»), шворка — зсукана, випрядена товста нитка, що використовується для упаковування, зв'язування, зшивання. Виготовляється шляхом скручування паперу, флоемних волокон, хімічних волокон або ниток, а також їх поєднань.
Для виготовлення шпагату з флоемних волокон застосовують: прядив'яне, коротке лляне, кенафне, джутове волокно або їхні суміші. З хімічних ниток використовують поліпропіленові, капронові та віскозні. Паперовий шпагат виготовляють, скручуючи одну, дві або три стрічки крафт-паперу.
За структурою шпагат буває однонитковим і багатонитковим. Багатонитковий шпагат виготовляють шляхом скручування декількох ниток або пряжі в напрямку, протилежному напрямку крутки вихідної нитки або пряжі. При виготовленні шпагату з поліпропіленових ниток допускається вихідну нитку не скручувати.